# General Electric T64
General Electric T64 je turbohřídelový motor s volnou turbínou původně vyvinutý pro vrtulníky, ale později se ujal i na letounech s pevnými nosnými plochami. Společnost General Electric motor uvedla v roce 1964. Původní konstrukce motoru zahrnovala technické inovace jako jsou antikorozní a vysokoteplotní vrstvy. Motor má vysoký celkový poměr stlačení, čímž má nižší měrnou spotřebu paliva. I když je celý kompresor axiální jako u staršího motoru General Electric T58, hnací hřídel od turbíny je koaxiální s vysokotlakou hřídelí a dodává sílu do přední časti motoru, nikoli směrem dozadu. Pro dosažení požadovaného celkového poměru stlačení je zapotřebí 14 stupňů kompresoru. Na rozdíl od motoru T58 má volná turbína 2 stupně.
Pozdější verze motoru poskytují výkon 3 925 až 4 750 koní (2 927 až 3,542 kW).

## Použití

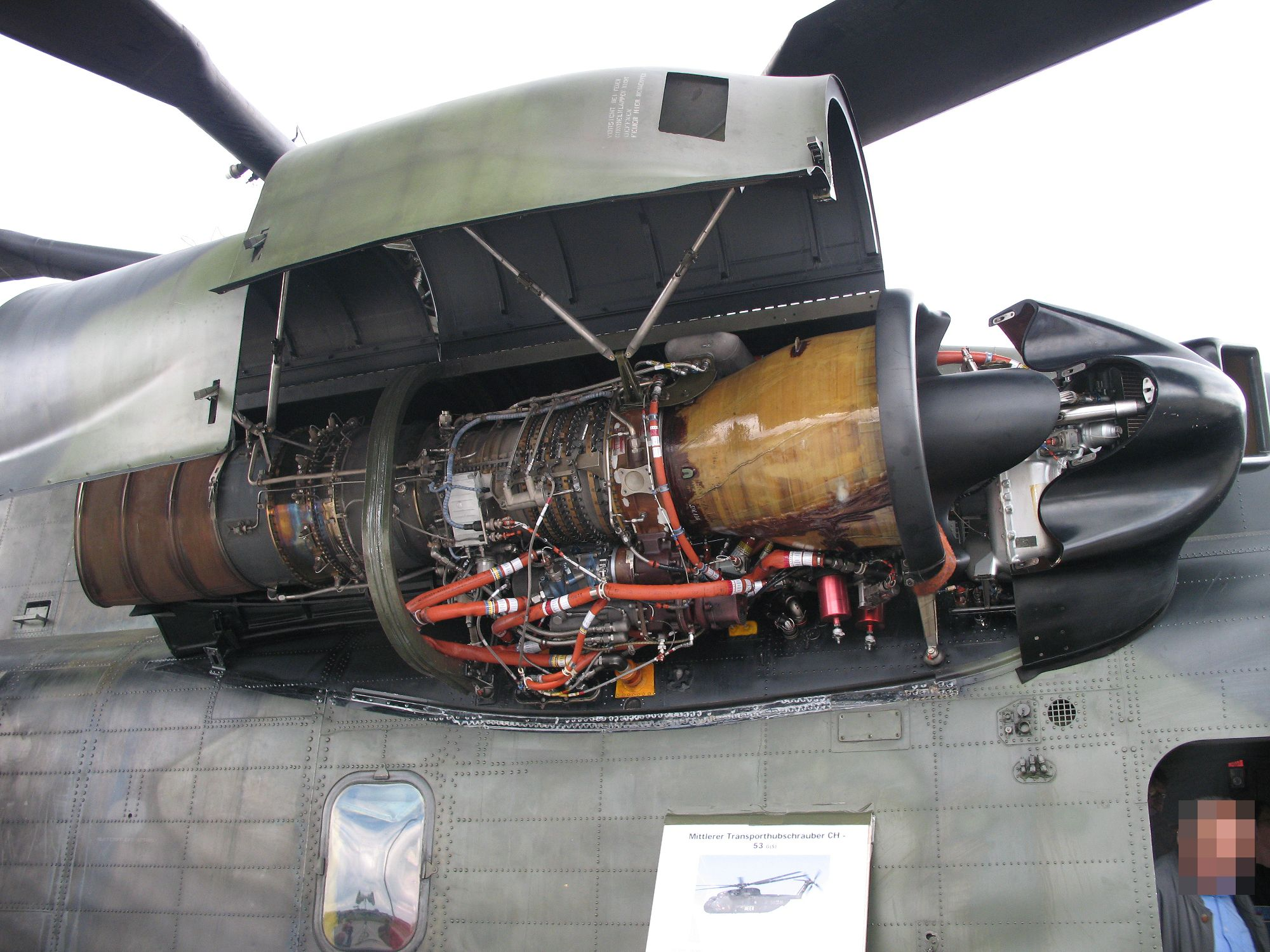
T64-MTU-7 na vrtulníku CH-53G

- Aeritalia G.222
- de Havilland Canada DHC-5 Buffalo
- Lockheed AH-56 Cheyenne
- Kawasaki P-2J
- LTV XC-142
- ShinMaywa US-1
- NAMC YS-11E
- Sikorsky CH-53 Sea Stallion
- Sikorsky CH-53E Super Stallion
- Sikorsky HH-53/MH-53

## Specifikace  (T64-GE-100)

### Technické údaje
- Typ: turbohřídelový motor s volnou turbínou
- Délka: 2 007 mm
- Průměr: 508 mm
- Hmotnost suchého motoru: 327 kg

### Součásti
- Kompresor: čtrnáctitistupňový axiální
- Spalovací komora: prstencová
- Turbína: ,axiální  2 vysokotlaké a 2 nízkotlaké stupně

### Výkony
- Maximální výkon: 3 228,88 kW
- Kompresní poměr: 14,9:1
- Průtok/hltnost vzduchu: 230 kg/s
- Teplota plynů před turbínou: 638 °C,(-1), 718 °C (-413), 770 °C (-415)[4]
- Měrná spotřeba paliva: 0,292 kg/kW-hr
- Poměr tah/hmotnost: 9,887 kW/kg